# 海南艾菲吸虫
海南艾菲吸虫（學名：Aephnidiogenes major）是吸蟲綱斜睪目艾菲吸虫属的一個海洋生物物種。本物種舊屬鳞肉科（Lepocreadiidae），後來艾菲吸虫属所屬的艾菲吸虫亚科在剔除了除艾菲吸蟲屬以外的其他分類單元後，從鳞肉科獨立出來成為艾菲吸虫科。
其种加词“hainanensis”意为“海南的”。

## 形態描述
根據文獻，本物種的虫体体長11.641—17.425mm；其卵巢为不规则三角形,卵子66—69×33—45μm。

## 分佈
本物種寄生於東亞地區從日本、華南海南到澳大利亞大堡礁南部的海域海魚中，例如：胡椒鲷、大唇少棘胡椒鯛（Diagramma labiosum）等物種的体内。